# Friedrich Georg zu Wied-Runkel

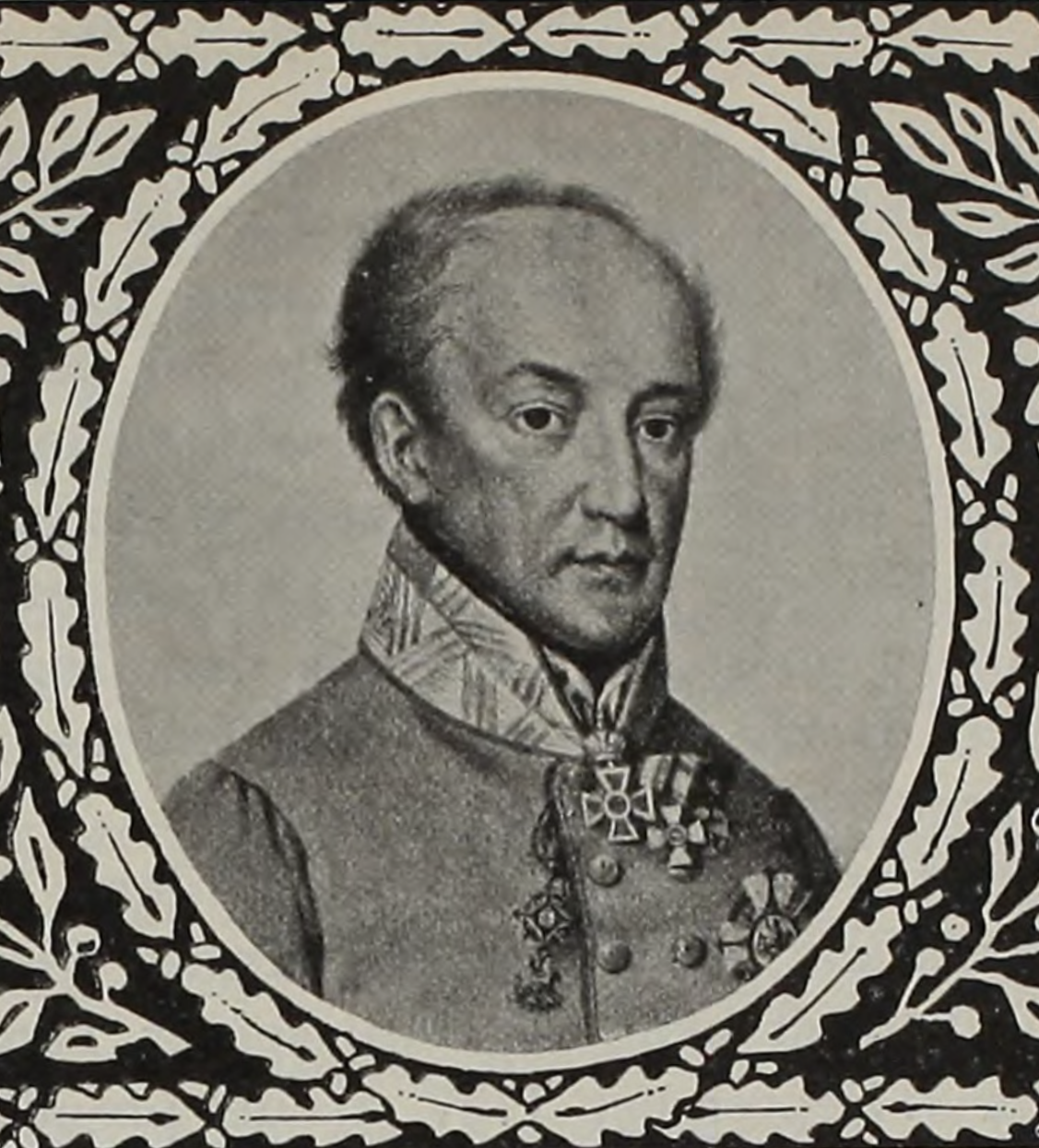
Friedrich Georg zu Wied-Runkel

Friedrich Georg Heinrich zu Wied-Runkel (* 19. Oktober 1712; † 16. Februar 1779 in Mailand) war ein kaiserlicher General (Feldmarschall)  und kaiserlich-österreichischer Kämmerer und Geheimrat.

## Leben

### Herkunft
Er war ein Enkel des Grafen Georg Hermann Reinhard und Neffe des Grafen Maximilian Heinrich (1681–1706), des Stifters der Linie Wied-Runkel. Er wurde 1712 als Sohn des Grafen Karl zu Wied (* 21. Oktober 1684; † 21. Juni 1764) und der Caroline Albertine von Lippe-Detmold (* 14. Oktober 1674; † 13. Juli 1740) geboren. Sein älterer Bruder Franz Carl Christoph (1711–1756) erreichte im holländischen Kriegsdienst den Rang eines Generalmajors.

### Militärkarriere
Seit frühester Jugend für das  Militär bestimmt, trat er in das kaiserliche Heer ein und focht 1734 unter Prinz Eugen am Rhein. Er hatte sich in kleineren Gefechten taktisch so bewährt, dass er den Krieg gegen die Türken 1738/39 als Stabsoffizier mitmachte. 1741 wurde er zum Oberst befördert und nahm 1742 im Infanterie-Regiment Marschall von Bieberstein Nr. 18 an der Belagerung von Prag teil. Er wurde dabei leicht verwundet und zeichnete sich bereits im Gefecht bei Striegau wieder aus. Nach der Schlacht bei Czaslau (17. Mai 1742) wurde er als Friedensgesandter zu König Friedrich II. gesandt. Am 26. November 1745 wurde er zum Generalmajor befördert und verteidigte 1746 die Zitadelle von Antwerpen gegen die Franzosen.  
Im Siebenjährigen Krieg bewährte er sich wieder glänzend. Ende September 1756 stand er mit seiner Reserve-Division nahe Lobositz. Am 23. Januar 1757 wurde er zum Feldmarschallleutnant befördert. In der Schlacht bei Kolin (18. Juni 1757) griffen seine Truppen entscheidend ein. Als Kommandant der Reserve-Truppen deckte er die von den Preußen umgangene rechte Flanke, schlug einen dreimaligen Angriff des Gegners ab und nahm den Kommandeur des preußischen Regiments, Oberst von Tettenborn, gefangen. Darauf vertrieb er die Gegner aus dem Dorf Krzeczow und eroberte ein preußisches Geschütz. Er erwarb sich dafür am 7. März 1758 das Kleinkreuz des neu gestifteten Maria-Theresien-Ordens.
Am 7. September 1757 sollte sein Reserve-Corps während der Schlacht von Moys seine Aufstellung verändern und am linken Flügel gegen die Anhöhen gegenüber Hirschberg vorrücken. Graf Wied bemerkte dabei frühzeitig die feindliche Umgehungskolonne des Generals von Winterfeld, welche gerade versuchte, über die Brücke bei Hirschberg die dortigen Anhöhen zu besetzen. Graf Wied-Runkel ließ die feindliche Avantgarde mit seiner Artillerie auf 300 Schritt Distanz sofort unter Feuer nehmen. Die Preußen mussten zurückweichen und zogen sich auf die weiter rückwärts liegenden Anhöhen zurück. Für diesen Erfolg wurde er am 14. November 1759 (mit Rang vom 1. September) zum kaiserlichen Feldzeugmeister befördert. 
Am 22. November 1757, als Breslau von den Österreichern eingenommen wurde, befehligte General von Wied-Runkel die Reserve unter Prinz Karl von Lothringen und dem Grafen Daun. Ende Oktober erhielt er durch Daun den Auftrag, den General Harsch, der die Festung Neisse belagerte, mit 9 Bataillonen, 10 Grenadier Kompagnien und 4 Regimentern Reiterei zu unterstützen. General Wied kam am 24. November vor der Festung an, doch  Harsch brach die Cernierung von Neisse nach dem Anmarsch des preußischen Königs frühzeitig ab. In der folgenden Schlacht bei Leuthen (5. Dezember 1757) sicherte er mit der Arrieregarde den ganzen Tag über eine hölzerne Brücke, welche bei Rathen den Rückzug über die Schweidnitz sicherte. Mit 8 Regimentern vollzog er dann zwischen der Festung Glatz und Schweidnitz einen 7-tägigen Marsch im Angesichte des Fouquet’schen-Corps von Görlitz nach Böhmen. Bei dieser Operation kämpfte sein naher Verwandter Generalleutnant Franz Karl Ludwig von Wied zu Neuwied auf der gegnerischen Seite. 
Im Winter von 1759 auf 1760 übernahm er das Kommando über das Korps Hadik und zeichnete sich am 3. November 1760 in der Schlacht bei Torgau aus. Für seine Verdienste wurde ihm am 22. Dezember 1761 auch das Großkreuz des Maria-Theresien-Ordens zuerkannt. 
Nach dem Frieden von Hubertusburg wurde er im Februar 1763 zum Kommandierenden General in Böhmen berufen und zum Inhaber des Infanterie-Regiments Nr. 28 ernannt. Am 20. Mai 1768 wurde er zum General-Feldzeugmeister für das Reichsheer gewählt. Im Unglückswinter von 1771 auf 1772, in dem Hunger und Seuchen wüteten, erwarb er sich durch seine Armenversorgung und den Volksunterricht die Gunst der böhmischen Bevölkerung. Maria Theresia ernannte ihn am 27. Februar 1778 zum kaiserlichen Feldmarschall und Statthalter in der Lombardei. Er starb kurz nach dem Amtsantritt im Februar 1779 zu Mailand. Kurz davor wurde er als Konvertit zum katholischen Glauben auch von der Ordensliste der Johanniter gestrichen, denen er bereits seit 1729 angehörte und der Kommende Lagow zugeordnet war. 